# リパブリック・ピクチャーズ
リパブリック・ピクチャーズ（Republic PicturesまたはRepublic Entertainment, Inc.）は、アメリカ合衆国の映画製作・配給会社である。
B級映画や西部劇・連続活劇に特化している。代表作はオーソン・ウェルズ主演のシェイクスピア映画『マクベス』。

## 社史

### 黎明期
1935年、長年映画や音楽に投資を行い、コンソリデイテッド・フィルム・インダストリーズを設立してその代表の座についてきたハーバート・J・イエーツは、6つのポヴァティ・ロウ映画のスタジオ連合としてリパブリック・ピクチャーズを立ち上げた。
1930年代の大恐慌の中、イエーツの会社は多くのポヴァティ・ロウのスタジオ相手に事業を行っていた。1935年、イエーツは、プロダクションの代表になるチャンスをつかんでいた。6つのスタジオ（モノグラム・ピクチャーズ、マスコット・ピクチャーズ、リバティ・フィルムズ、マジェスティック・フィルムズ、チェスターフィールド・モーション・ピクチャーズ、インヴィンシブル・ピクチャーズ）は全てイエーツの会社に借金があった。イエーツはこれら6つのスタジオに、イエーツ主導による映画事業の統合を持ちかけ、もし断ったら未払い金に対する抵当権を実行するとして同意を迫った。6つのスタジオは統合に同意し、かくしてリパブリック・ピクチャーズは低予算映画に特化した合弁企業として誕生した。
リパブリックの構成企業の中で最も規模が大きかったモノグラム・ピクチャーズはB級映画の制作に特化しており、きちんとした全米配給システムをもっていた。技術面で優れていたのはNat Levine率いるマスコット・ピクチャーズで、この企業は1920年代半ばから連続活劇ばかりを作ってきた。この企業はスタジオ・シティにあるマック・セネット-キーストーンから受け継いだスタジオを所有しており、施設の面でも一流であった。また、リパブリックができた当時、マスコットはジーン・オートリーの才能を見出しており、自社作品にカウボーイ・スターとして出演してもらう契約を結んだ。ラリー・ダームールのマジェスティック・フィルムズは大物スターの出る映画を作り続けて発展してきた会社で、リパブリックからセットを借りて自社作品に彩りを添えた。リパブリックのロゴである『リバティ・ベル』（Liberty Bell）はM・H・ホフマンのリバティ・フィルムズ（フランク・キャプラの『素晴らしき哉、人生!』を制作したリバティ・フィルムズとは別の会社である。ただし、『素晴らしき哉、人生!』の版権は現在リパブリックにある）からきている。チェスターフィールド・モーション・ピクチャーズとインヴィンシブル・ピクチャーズの経営者は同じ人物で、この2つの姉妹会社は低予算のメロドラマやミステリ映画を作るのに長けていた。これら6つがリパブリック・ピクチャーズとして1つになったとき、リパブリックは経験を積んだスタッフ・B級映画の名わき役たち・将来を約束されたスター・完璧な配給システムそしてちゃんとした映画スタジオを持つ制作会社として、恵まれたスタートを切った。合弁企業の傘下に入る代わりに、6つのスタジオの代表者たちはリパブリックの庇護のもと、独立した活動を続け、映画の質を上げるために予算を増やした。
パートナーになった企業から映画製作と配給に関するコツを学んだイエーツは、だんだんパートナー企業に対して権威をふるうようになり、パートナー企業の間ではイエーツに対する不満が浮かび上がってきた。カーとジョンソンはリパブリックを去り、モノグラムで再び活動を開始し、ダームールはコロンビア ピクチャーズに移籍して独立した活動を続けた。Levineもリパブリックを去ったが、スタッフもスタジオも俳優もリパブリックとイエーツおよびリパブリックと契約していたため、失ったものを埋め合わせることはできなかった。パートナー企業が次々と去っていったイエーツのもとには、"自分の"映画スタジオと、自由な発想とテーマを持ったベテランの映画スタッフとしてではなくただ単に彼に従って来た古参の製作・配給スタッフだけが残った。
なお、リパブリックは カウボーイ歌手ジーン・オートリーとロイ・ロジャースの2人のレコードを出すためにen:Brunswick Recordsを買収し、サイ・フューアーを自身の音楽部門のトップに採用した。

### 映画ジャンルの変遷
初期のリパブリックはB級映画や連続活劇に特化していたため、ポヴァティ・ロウの一つに数えられることもあったが、この分野の作品に対する関心、投じる予算といった面では他の独立系はもちろん、大手の映画会社と比較しても劣ってはいなかった。リパブリックの主要製作物は西部劇で、ジョン・ウェインやジーン・オートリー、レックス・アレン、ロイ・ロジャースといった西部劇の俳優が有名スターといえる存在になったのもリパブリックにおいてであった。しかし1940年代に入ると、イエーツはより品質の高い映画を作るようになり、『静かなる男』、『大砂塵』、『硫黄島の砂』といった作品は大きな予算をかけてつくられたものである。
1947年、リパブリックはジーン・オートリー主演の映画『スー・シティ・スー』（Sioux City Sue）でアニメを使用した。この映画はうまくいき、リパブリックはちょっとアニメ映画をやってみようという気を起こした。同年、アニメーターのボブ・クランペットがワーナー・ブラザースとトラブルを起こしてリパブリックに接近してきた。クランペットはウマのチャーリー・ホースを主人公にした単発のアニメ映画It's a Grand Old Nagを監督したが、減益傾向の中、リパブリックの経営陣は打ち切りを決めた。なお、その時のクランペットは"キルロイ"名義で監督業を行っていた。
1940年半ばから、イエーツはチェコスロバキア出身の元フィギュアスケート選手ヴェラ・ラルストンをたびたび主演に据えた。ラルストンはイエーツのハートをも射止め、1949年、イエーツの2番目の妻となった。リパブリックはソニア・ヘニーに対抗して、当初はラルストンをミュージカル映画に出演させていたが、イエーツは男性の大物スターの相手役として彼女をドラマ映画へ主演させることに決めた。イエーツに「映画の中で最も見栄えの良い女性」と見込まれたラルストンだったが、彼女の愛らしさは映画ファンには受け入れてもらえず、映画館側からラルストンの主演映画が多すぎるという意見がリパブリック側に寄せられた。いやいやながらラルストンと2回共演したジョン・ウェインは、3本目を撮らされそうになるともうその要求にこたえることができず、1952年にリパブリックを去った。イエーツはラルストンの一番のスポンサーになり、最後まで彼女が出る映画を作り続けた。
リパブリックは山間の田舎を舞台としたミュージカル映画や、コメディ映画を多く作り、その映画にはBob BurnsやWeaver Brothers、ジュディ・カノーヴァといった、全米各地で人気だった俳優が主演をつとめた。
製作費の増加に伴い、イエーツはリパブリックの作品全てを製作費別に4つのランクに分けた。"Jubilee"は、5万ドルほどの予算で、1週間かけて作った西部劇で、"Anniversary"は17万5,000ドルから20万ドルの製作費で製作期間は2週間前後である。"Deluxe"は50万ドルほどの予算で、リパブリックのスタッフを動員した大型映画である。さらに、"Premiere"は普段リパブリックでは活動しない有名な監督を呼んで作らせたものであり、製作費も百万単位になる。これらの作品の中には、独立系のスタジオが制作を担当し、リパブリックが配給を担当しただけのものもあった。
リパブリックの映画の大半は白黒映画だったが、『赤い子馬』（1949）や『静かなる男』（1952）といった莫大な予算をかけてつくられた映画は、テクニカラーが用いられていた。 1940年後半から1950年にかけてイエーツは『大砂塵』（1954）、『アラモの砦』（1955）、『楽聖ワグナー』（w:Magic Fire、1956）で、トゥルーカラー（w:Trucolor）というシネカラーを用いて低予算のカラー映画を作った。
1956年、リパブリックは自社のワイドスクリーン映画製作システムナチュラマ（w:Naturama）を、『烙印なき男』で初めて用いた。

### テレビ事業参入、そして映画部門閉鎖へ
リパブリックは、自社のフィルムライブラリをテレビ局に貸したハリウッドの映画スタジオとして知られている。1951年、リパブリックはテレビ部門ハリウッド・テレビジョン・サービスを設立し、自社の西部劇やアクションスリラー作品の上映権を売り出した。西部劇を含むこれらの映画作品は、1時間のテレビスペシャル枠に合わせるべく編集がなされた。この会社は昔の連続活劇のような手法でテレビドラマの制作も行っており、このようなドラマの代表作に『フー・マンチューの冒険』（1956）がある。また、1952年、リパブリックのスタジオがMCAの連続テレビドラマの制作部門レビュー・プロダクションズの本拠地になった。リパブリックが連続作品の制作に向いていることが証明されたものの、予算があったわけでもそうしようとした気持ちが強かったわけでもなかった。1950年代半ばまで、過去作品の上映・放送と、MCAへのスタジオの貸し出しがあったおかげで、リパブリックはテレビ業界でやっていくことができたのだった。このときリパブリックは連続映画として興行的に失敗した『宇宙戦士コディ』を全12話のテレビドラマとしてNBCに売った。タレント事務所であるMCAはスタジオで威光を放つようになり、MCAやMGMを追い出されたルイス・B・メイヤーがリパブリックのスタジオを完全にものにするのではないかと噂されていた。1953年から1954年にかけて、リパブリックはABCのテレビドラマw:The Pride of the Family（主演：パウル・ハルトマン、フェイ・レイ、ナタリー・ウッド）を製作し、 1955年にはジム・デイヴィスが主演とナレーションを務めたw:Stories of the Centuryを製作した。シンジゲート放送された"Stories of the Century"は、エミー賞を受賞した西部劇ドラマとなった。
B級映画の人気の低迷と、市場の縮小が起き始め、リパブリックは予算の削減を始めた。1950年代前半には年に40本ほど作られていた長編映画は、1957年には18本程度つくられただけだった。1958年の年次総会の際、イエーツは、株主たちに長編映画の製作を行わないことを発表した。翌年配給部門は閉鎖され、映画のライブラリは、ナショナル・テレフィルム・アソシエーツ（National Telefilm Associates、NTA）に売却された。スタジオはCBSが数年間番組制作に使用した後に買収、CBSスタジオセンター（CBS Studio Center）として知られるようになり、2006年このスタジオはCBSネットワークが所有するロサンゼルスの放送局KCBS-TVとKCAL-TVの本拠地になった。さらに2008年、CBSネットワークは西海岸の本部をハリウッド・テレビジョン・シティからラドフォードに移転し、ネットワークの重役が現在ここで執務している。
スタジオの親会社リパブリック・コーポレーションは、Consolidated Film Laboratoriesや家庭用品製造部門といったイエーツの他の事業とともに生き残った。1966年、『バットマン』の人気にあわせて、"Century 66"という過去の連続活劇26本をそれぞれ100分の長さのテレビ映画に編集したパッケージを制作したのを除き、スタジオ売却とともに、ハリウッドでの役割を終えた。

### その後
1980年代半ばまで、NTAは新興のケーブルテレビ局相手にリパブリックのライブラリの放映権を売り出していた。この事業は好調で、NTAは1986年には「リパブリック・ピクチャーズ」の社名とロゴを買収した。リパブリックのブランドでテレビ制作部門が作られ、CBSのテレビドラマ『美女と野獣』とクイズ番組『Press Your Luck』（著作権などはフリーマントルメディアが持っていた）を制作した。このほかにも『連鎖犯罪 逃げられない女』や、『バウンド』、『ディープ・ジョパディー』、"Dark Horse"といった長編映画を数本作った。また、このとき新リパブリックは自身のライブラリにある作品のビデオ化も始めていた。1993年、リパブリックはフランク・キャプラ監督/RKO制作の映画『素晴らしき哉、人生!』の著作権を取得することが法的に認められた（ただし、この映画のネガフィルム自体、映画に使用された音楽、映画のもとになったThe Greatest Giftという作品の映画化に関する権利はNTA時代に既に取得していた）。
1994年4月27日、アーロン・スペリング率いるスペリング・エンタテインメントがリパブリックを買収し、すぐに再編成を行ったため、リパブリックにはブランド名しか残らなかった。1995年には、リパブリックのビデオは部門は閉鎖され、リパブリック作品のビデオ化権はArtisan Entertainmentに貸し出された。（ただしリパブリックのライブラリはリパブリックの名のもとにある）。1990年代末、バイアコムがスペリングを部分的に買収し、リパブリックはパラマウントの実質子会社となった。アルチザン（Artisan、のちにライオンズゲート・ホームエンタテインメントへ売却された）は、パラマウントの許可を得た上で、リパブリックの社名とロゴとライブラリを使用した。なお、このときリパブリックが所有していた3000の作品は以下の通りである。
- 元々のリパブリックのライブラリ（ただし、ロイ・ロジャースとジーン・オートリーの出演作については、それぞれが所有している）
- NTAから引き継いだ作品
  - 『素晴らしき哉、人生!』
  - 『無分別』、『ペティコート作戦』、『芝生は緑』、『ミンクの手ざわり』、『がちょうのおやじ』といった、ケーリー・グラントの出演作のうち、独立系のスタジオが制作し、制作元とは別のスタジオが配給した作品。また、これにはグラントが出演したものの出演料を受け取らなかった『愛のアルバム』も含まれる（なお、この映画自体はパブリックドメインだが、リパブリックが著作権を手に入れる際に着色化を行っている[6]）
  - フライシャー・スタジオが制作した『ガリヴァー旅行記』および『バッタ君町に行く』
  - パペトーン（英語版）およびフライシャー・スタジオとフェイマス・スタジオが制作したカートゥーンを含む、1950年10月より前のパラマウントの短編映画（ただし、『ポパイ』と『スーパーマン』は別のところに売却され、最終的にタイム・ワーナーが所有することになったため含まれない）
  - 『ボナンザ』、"w:I Married Joan"、『それ行けスマート』（放映権のみ）を含む、1973年以前のNBCのテレビ番組
  - 『悩まし女王』、『真昼の決闘』を含む1952年以前の ユナイテッド・アーティスツが手掛けた長編作品の一部
  - 『聖メリーの鐘』、『善人サム』といった、レオ・マッケリーのレインボー・プロダクションズの作品
  - エンタープライズ・スタジオが制作・所有していた作品（『ボディ・アンド・ソウル』、『凱旋門』、『悪の力』、『魅せられて』など）
  - Budd Rogers Releasing Corporationから著作権を再取得した作品（『暗い鏡』、『魔法の町』、『二重生活』、『扉の陰の秘密』、『彼と人魚』など）
  - 1960年以前にw:United States Picturesがワーナー・ブラザースと共同で製作した作品のカタログ
  - w:The Lost Moment（1947年公開、配給：ユニバーサル・ピクチャーズ）
  - エリー・ランドーが出資した映画（『夜への長い旅路』、『質屋』など）一部のみ
  - NTAの子会社Commonwealth United Entertainmentの映画の大半
- アーロン・スペリング所有分
  - スペリング・テレビジョン（w:Spelling Television）が手掛けたテレビシリーズ
  - 『フロム・ザ・ダークサイド』を含むローレル・エンタテインメント（Laurel Entertainment）のテレビライブラリ
  - ワールドビジョン・エンタープライズ（w:Worldvision Enterprises）が配信した作品
    - 『大草原の小さな家』のテレビ放映権
    - 『逃亡者』、『サンフランシスコ捜査線』を含む クイン・マーティンのライブラリ
    - 1982年に公開されたホラー・オムニバス映画『クリープショー』のアメリカ国外での公開権（アメリカ国内での公開権はワーナー・ブラザースが所有）

  - なお、ハンナ・バーベラ・プロダクションとw:Ruby-Spearsは1991年にターナー・ブロードキャスティング・システムに売却されたため、現在ワーナー・ブラザース・ディスカバリー傘下にある

2006年にバイアコムとCBSが分離して以来、リパブリックの所有物は2つに分かれてしまった。CBSテレビジョンはリパブリックのテレビ番組の副次的な権利の大半を所有した一方、リパブリックの映画作品はすべてバイアコムの傘下にあるパラマウント・ピクチャーズが所有している。2009年、パラマウントのライセンス下、w:Trifecta Entertainment & Mediaが、リパブリックの映画作品の放映権を得た。ライオンズゲートが所有していたリパブリック作品のビデオ化権は2005年に一度切れたものの、ライオンズゲートが再び取得した。（ただし、『素晴らしき哉、人生!』などのビデオ化権と、リパブリックのテレビ作品のライブラリはパラマウント ホームエンターテイメントが所有している。なお、リパブリックのTV作品はかつてw:CBS Home Entertainmentから出ていた。）また、パラマウントはリパブリック作品のインターネット配信権を所有しており、iTunesとMGM+で配信している。
アメリカ国外におけるリパブリック作品のライブラリのビデオ化権の状態は国によって異なる。例えば、ユニバーサル・スタジオ・ホームエンターテイメントは、イギリスでの放映権（上映権）を持っている。また、ユニバーサルはスペリング・エンタテインメントの『ツインピークス』のイギリスにおけるDVD化権を持っているが、他のスペリング作品のDVDリリースはパラマウントが行っている。なお、パラマウントはオーストラリアとニュージーランドでリパブリック作品の配信を行っている。
2025年現在、リパブリックは、現在パラマウント・スカイダンス・コーポレーション傘下のパラマウント・ピクチャーズの子会社である。

## 主な製作・配給映画

### 1930年代 - 1940年代
- 西部の星空の下で Under Western Stars（1938）
- Melody Ranch（1939）
- 暗黒の命令 Dark Command（1940）
- Ice Capades（1941）
- 炎の街 Flame of Barbary Coast（1945）
- たそがれの恋 w:The Great Flamarion（1945）
- 永遠に君を愛す I've Always Loved You（1946）
- 拳銃無宿 Angel and the Badman（1947）
- マクベス Macbeth（1948）オーソン・ウェルズ監督・主演
- 怒涛の果て Wake of the Red Witch（1948）
- ムーンライズ Moonrise (1948）
- ケンタッキー魂 The Fighting Kentuckian（1949）
- 硫黄島の砂 Sands of Iwo Jima（1949）
- 赤い子馬 The Red Pony（1949）

### 1950年代
- リオ・グランデの砦 Rio Grande（1950）
- ハウス・バイ・ザ・リヴァー House by the River（1950）
- The Wild Blue Yonder（1951）
- 美女と闘牛士 w:The Bullfighter and the Lady（1951）
- I Dream of Jeanie（1952）
- 静かなる男 The Quiet Man（1952）
- 嵐に叛く女 Laughing Anne（1953）
- 大砂塵 Johnny Guitar（1954）
- アラモの砦 The Last Command（1955）
- Track the Man Down（1955）
- 烙印なき男 The Maverick Queen（1956）

### 1990年代
- ハイランダー2 甦る戦士 Highlander II: The Quickening（1991）
- ディープ・ジョパディー Ruby in Paradise（1993）
- The Tin Soldier（1995）
- バウンド Bound（1996）
- 連鎖犯罪/逃げられない女 Freeway（1996）
- バトルフィールド Robo Warriors（1996）

### 連続活劇
| 番号 | サブタイトル                                       | 公開年 | 話数 | ジャンル                     | 監督                                                       | 主要キャスト                                                  | 備考 |
| ---- | -------------------------------------------------- | ------ | ---- | ---------------------------- | ---------------------------------------------------------- | ------------------------------------------------------------- | --- |
| 1    | Darkest Africa                                     | 1936   | 15   | ジャングル                   | B・リーヴス・イーソン、ジョセフ・ケイン                    | クライド・ビーティー                                          | マスコットのen:The Lost Jungleと関連性あり                                                               |
| 2    | 海底下の科学戦 Undersea Kingdom                    | 1936   | 12   | サイエンス・フィクション     | B・リーヴス・イーソン、ジョセフ・ケイン                    | レイ・コリガン                                                | 別題：Underwater kingdom                                                                                 |
| 3    | The Vigilantes Are Coming                          | 1936   | 12   | 西部劇                       | レイ・テイラー、en:Mack V. Wright                          | ロバート・リビングストンとケイ・ヒューズ                      | |
| 4    | Robinson Crusoe of Clipper Island                  | 1936   | 14   | 海洋映画                     | レイ・テイラー、Mack V. Wright                             | w:Ray Mala                                                    | |
| 5    | Dick Tracy                                         | 1937   | 15   | 犯罪映画                     | アラン・ジェームズ                                         | ラルフ・バード                                                | 原作はコミック・ストリップ 『ディック・トレイシー』                                                      |
| 6    | The Painted Stallion                               | 1937   | 12   | 西部劇                       | アラン・ジェームズ                                         | レイ・コリガン                                                | |
| 7    | S.O.S. Coast Guard                                 | 1937   | 12   | 海洋、SF                     | アラン・ジェームズ                                         | ベラ・ルゴシ、ラルフ・バード                                  | |
| 8    | 怪傑ゾロ/ゾロ・ライズ・アゲイン Zorro Rides Again  | 1937   | 12   | 西部劇                       | ウィリアム・ウィットニー                                   | ジョン・キャロル                                              | ジョンストン・マッカレーの怪傑ゾロが原作                                                                 |
| 9    | The Lone Ranger                                    | 1938   | 15   | 西部劇                       | ウィリアム・ウィットニー、ジョン・イングリッシュ           | リー・パウエル                                                | 連続ラジオドラマ『ローン・レンジャー』が原作                                                             |
| 10   | The Fighting Devil Dogs                            | 1938   | 12   | SF                           | ウィリアム・ウィットニー、ジョン・イングリッシュ           | リー・パウエル、ハーマン・ブリックス                          | |
| 11   | Dick Tracy Returns                                 | 1938   | 15   | 犯罪映画                     | ウィリアム・ウィットニー、ジョン・イングリッシュ           | ラルフ・バード                                                | 原作はコミック・ストリップ 『ディック・トレイシー』                                                      |
| 12   | Hawk of the Wilderness                             | 1938   | 12   | ジャングル                   | ウィリアム・ウィットニー、ジョン・イングリッシュ           | ハーマン・ブリックス、Ray Mala                                | ウィリアム・L・チェスターの小説が原作                                                                    |
| 13   | The Lone Ranger Rides Again                        | 1939   | 15   | 西部劇                       | ウィリアム・ウィットニー、ジョン・イングリッシュ           | Robert Livingston                                             | 連続ラジオドラマ『ローン・レンジャー』が原作                                                             |
| 14   | Daredevils of the Red Circle                       | 1939   | 12   |                              | ウィリアム・ウィットニーと ジョン・イングリッシュ          | w:Charles Quigley、ハーマン・ブリックス、デヴィッド・シャープ | |
| 15   | Dick Tracy's G-Men                                 | 1939   | 15   | 犯罪映画                     | ウィリアム・ウィットニー、ジョン・イングリッシュ           | ラルフ・バード                                                | 原作はコミック・ストリップ 『ディック・トレイシー』                                                      |
| 16   | Zorro's Fighting Legion                            | 1939   | 12   | 西部劇                       | ウィリアム・ウィットニー、ジョン・イングリッシュ           | リード・ハドレー                                              | ジョンストン・マッカレーの怪傑ゾロが原作                                                                 |
| 17   | Drums of Fu Manchu                                 | 1940   | 15   | イエロー・ペリル             | ウィリアム・ウィットニー、ジョン・イングリッシュ           | ヘンリー・ブランドン                                          | サックス・ローマーの『フー・マンチュー』が原作                                                           |
| 18   | Adventures of Red Ryder                            | 1940   | 12   | 西部劇                       | ウィリアム・ウィットニー、 ジョン・イングリッシュ          | ドン・バリー                                                  | 原作はコミック・ストリップ "Red Ryder"                                                                   |
| 19   | King of the Royal Mounted                          | 1940   | 12   | Northern                     | ウィリアム・ウィットニー、ジョン・イングリッシュ           | アラン・レーン                                                | 原作はコミック・ストリップ "King of the Royal Mounted"                                                   |
| 20   | レッド・バロンとサタン博士 Mysterious Doctor Satan | 1940   | 15   | スーパーヒーロー映画         | ウィリアム・ウィットニー、ジョン・イングリッシュ           | エドュアルド・シャネリ、ロバート・ウィルコックス              | もともとは『スーパーマン』の続編として製作されたが、最初の原作なしのスーパーヒーロー映画となった。       |
| 21   | Adventures of Captain Marvel                       | 1941   | 12   | スーパーヒーロー映画         | ウィリアム・ウィットニー、ジョン・イングリッシュ           | トム・タイラー                                                | フォーセット・コミックのキャラクター『キャプテン・マーベル』もの。世界初の漫画原作スーパーヒーロー映画。 |
| 22   | Jungle Girl                                        | 1941   | 15   | ジャングル                   | ウィリアム・ウィットニー、ジョン・イングリッシュ           | フランセス・ギフォード                                        | 原作はエドガー・ライス・バローズの『Nyoka the Jungle Girl』                                              |
| 23   | King of the Texas Rangers                          | 1941   | 12   | 西部劇                       | ウィリアム・ウィットニー、ジョン・イングリッシュ           | Slingin' Sammy Baugh                                          | |
| 24   | Dick Tracy vs. Crime                               | 1941   | 15   | 犯罪映画                     | ウィリアム・ウィットニー、ジョン・イングリッシュ           | ラルフ・バード                                                | 原作はコミック・ストリップ 『ディック・トレイシー』                                                      |
| 25   | Spy Smasher                                        | 1942   | 12   | スパイ映画、戦争映画         | ウィリアム・ウィットニー                                   | ケイン・リッチモンド                                          | フォーセット・コミックのキャラクター"en:Spy Smasher"もの                                                 |
| 26   | Perils of Nyoka                                    | 1942   | 15   | ジャングル                   | ウィリアム・ウィットニー                                   | ケイ・アルドリッジ、クレイトン・ムーア                        | エドガー・ライス・バローズの『Nyoka the Jungle Girl』と関連性あり                                        |
| 27   | King of the Mounties                               | 1942   | 12   | Northern                     | ウィリアム・ウィットニー                                   | アラン・レーン                                                | 原作はコミック・ストリップ "King of the Royal Mounted"                                                   |
| 28   | G-Men vs The Black Dragon                          | 1943   | 15   | スパイ、戦争映画             | ジョン・イングリッシュ                                     | ロッド・キャメロン                                            | |
| 29   | Daredevils of the West                             | 1943   | 12   | 西部劇                       | ジョン・イングリッシュ                                     | アラン・レーン                                                | フィルム現存せず                                                                                         |
| 30   | Secret Service in Darkest Africa                   | 1943   | 15   | Jungle                       | スペンサー・ベネット                                       | ロッド・キャメロン                                            | |
| 31   | The Masked Marvel                                  | 1943   | 12   | スーパーヒーロー映画         | スペンサー・ベネット                                       | デヴィッド・ベーコン                                          | |
| 32   | Captain America                                    | 1944   | 15   | スーパーヒーロー映画         | エルマー・クリフトン、 ジョン・イングリッシュ              | Dick Purcell                                                  | タイムリー・コミックスの"キャプテン・アメリカ"と関連性あり                                               |
| 33   | The Tiger Woman                                    | 1944   | 12   | ジャングル                   | スペンサー・ベネット                                       | リンダ・スターリング                                          | |
| 34   | Haunted Harbor                                     | 1944   | 15   | 海洋                         | スペンサー・ベネット                                       | ケイン・リッチモンド、ケイ・アルドリッジ                      | 原作は エワート・アダムソンの小説                                                                        |
| 35   | Zorro's Black Whip                                 | 1944   | 12   | 西部劇、スーパーヒーロー映画 | スペンサー・ベネット                                       | リンダ・スターリング                                          | ジョンストン・マッカレーの『怪傑ゾロ』が原作                                                             |
| 36   | Manhunt of Mystery Island                          | 1945   | 15   | 海賊映画、SF                 | スペンサー・ベネット                                       | リンダ・スターリング                                          | |
| 37   | Federal Operator 99                                | 1945   | 12   | 犯罪映画                     | スペンサー・ベネット、ヤキマ・カヌート、w:Wallace Grissell | w:Marten Lamont                                               | |
| 38   | The Purple Monster Strikes                         | 1945   | 15   | SF                           | スペンサー・ベネット、フレッド・C・ブラノン                | Dennis Moore、リンダ・スターリング                            | |
| 39   | The Phantom Rider                                  | 1946   | 12   | 西部劇                       | スペンサー・ベネット、フレッド・C・ブラノン                | ロバート・ケント、ペギー・スチュワート                        | |
| 40   | King of the Forest Rangers                         | 1946   | 12   |                              | スペンサー・ベネット、フレッド・C・ブラノン                |                                                               | |
| 41   | Daughter of Don Q                                  | 1946   | 12   | 犯罪映画                     | スペンサー・ベネット、フレッド・C・ブラノン                | Kirk Alyn                                                     | |
| 42   | The Crimson Ghost                                  | 1946   | 12   | SF                           | ウィリアム・ウィットニー、フレッド・C・ブラノン            | クレイトン・ムーア、リンダ・スターリング                      | |
| 43   | 快傑ゾロ/サン・オブ・ゾロ Son of Zorro             | 1947   | 13   | 西部劇、スーパーヒーロー映画 | スペンサー・ベネット、フレッド・C・ブラノン                |                                                               | ジョンストン・マッカレーの『怪傑ゾロ』が原作                                                             |
| 44   | Jesse James Rides Again                            | 1947   | 13   | 西部劇                       | フレッド・C・ブラノン                                      | クレイトン・ムーア、リンダ・スターリング                      | |
| 45   | The Black Widow                                    | 1947   | 13   | SF                           | スペンサー・ベネット、フレッド・C・ブラノン                |                                                               | |
| 46   | G-Men Never Forget                                 | 1948   | 12   | 犯罪映画                     | フレッド・C・ブラノン                                      | クレイトン・ムーア                                            | |
| 47   | Dangers of the Canadian Mounted                    | 1948   | 12   | Northern                     | フレッド・C・ブラノン                                      |                                                               | |
| 48   | Adventures of Frank and Jesse James                | 1948   | 13   | 西部劇                       | フレッド・C・ブラノン                                      | クレイトン・ムーア                                            | |
| 49   | Federal Agents vs. Underworld                      | 1949   | 12   | 犯罪映画                     | フレッド・C・ブラノン                                      | Kirk Alyn                                                     | |
| 50   | Ghost of Zorro                                     | 1949   | 12   | 西部劇、スーパーヒーロー映画 | フレッド・C・ブラノン                                      | クレイトン・ムーア                                            | ジョンストン・マッカレーの『怪傑ゾロ』が原作となっているが、原作にあまり忠実でない。                     |
| 51   | King of the Rocket Men                             | 1949   | 12   | SF                           | フレッド・C・ブラノン                                      | トリストラム・コフィン                                        | "Rocket Man"シリーズ第1作                                                                                |
| 52   | The James Brothers of Missouri                     | 1949   | 12   | 西部劇                       | フレッド・C・ブラノン                                      | キース・リチャーズ                                            | |
| 53   | Radar Patrol vs Spy King                           | 1949   | 12   | スパイ映画                   | フレッド・C・ブラノン                                      | Kirk Alyn                                                     | |
| 54   | The Invisible Monster                              | 1950   | 12   | SF                           | フレッド・C・ブラノン                                      | リチャード・ウェッブ                                          | |
| 55   | Desperadoes of the West                            | 1950   | 12   | 西部劇                       | フレッド・C・ブラノン                                      | トム・キーン                                                  | |
| 56   | Flying Disc Man from Mars                          | 1950   | 12   | SF                           | フレッド・C・ブラノン                                      | ウォルター・リード                                            | |
| 57   | Don Daredevil Rides Again                          | 1951   | 12   | 西部劇                       | フレッド・C・ブラノン                                      | ケン・カーティス                                              | ジョンストン・マッカレーの『怪傑ゾロ』と関連性あり                                                       |
| 58   | Government Agents vs. Phantom Legion               | 1951   | 12   | スパイ映画                   | フレッド・C・ブラノン                                      | ウォルター・リード                                            | |
| 59   | Radar Men from the Moon                            | 1952   | 12   | SF                           | フレッド・C・ブラノン                                      | w:George D. Wallace、クレイトン・ムーア                       | |
| 60   | Zombies of the Stratosphere                        | 1952   | 12   | SF                           | フレッド・C・ブラノン                                      | w:Judd Holdren、レナード・ニモイ                              | |
| 61   | Jungle Drums of Africa                             | 1953   | 12   | ジャングル                   | フレッド・C・ブラノン                                      | クレイトン・ムーア、フィリス・コーテス                        | |
| N/A  | Commando Cody: Sky Marshal of the Universe         | 1953   | 12   | SF                           | フレッド・C・ブラノン、フランクリン・アドレオン            | w:Judd Holdren、リチャード・クレイン                          | テレビシリーズとして製作されたが、連続映画として公開                                                     |
| 62   | Canadian Mounties vs. Atomic Invaders              | 1953   | 12   | Northern、スパイ映画         | フランクリン・アドレオン                                   | ビル・ヘンリー                                                | |
| 63   | Trader Tom of the China Seas                       | 1954   | 12   | 海洋                         | フランクリン・アドレオン                                   | ハリー・ローター、w:Aline Towne                               | |
| 64   | Man with the Steel Whip                            | 1954   | 12   | 西部劇                       | フランクリン・アドレオン                                   | ディック・シモンズ                                            | ジョンストン・マッカレーの『怪傑ゾロ』が原作となっているが、原作にあまり忠実でない。                     |
| 65   | Panther Girl of the Kongo                          | 1955   | 12   | ジャングル、SF               | フランクリン・アドレオン                                   | フィリス・コーテス                                            | |
| 66   | King of the Carnival                               | 1955   | 12   | 犯罪映画、スパイ映画         | フランクリン・アドレオン                                   | ハリー・ローター                                              | |